# Enhanced Multi-Level Precedence And Pre-emption Service
Der enhanced Multi-Level Precedence and Preemption service (eMLPP) ist ein Dienst in GSM-, UMTS- und LTE-Mobilfunknetzen, der neben verschiedenen Verbindungsprioritäten und schnellem Verbindungsaufbau die Möglichkeit der Bevorrechtigung von Benutzern und Anwendungen implementiert.

## Beschreibung
Der Dienst implementiert in einem Mobilfunknetz die folgenden Zusatzdienste:
- Precedence (deutsch Rangordnung) umfasst die Zuweisung einer Verbindungspriorität zu jeder Sprach- und Datenverbindung und einen schnellen Verbindungsaufbau
- Preemption (deutsch Bevorrechtigung) umfasst die Verdrängung von niedrig priorisierten Verbindungen durch höher priorisierte Verbindungen
- Anbindung des Leistungsmerkmals MLPP des ISDN-Netzes gem. ITU-T I.255-3[2]

## Funktion
Jeder Sprach- oder Datenverbindung kann vom Benutzer eine von 7 Prioritätsstufen zugewiesen werden, alternativ wird vom Netz eine Prioritätsstufe vergeben. Jeder Prioritätsstufe kann zusätzlich die Berechtigung zur preemption, das bedeutet in diesem Fall die Verdrängung oder Beendigung von niedriger priorisierten Anrufen, eingeräumt werden.
Außerdem kann jeder Verbindungswunsch in eine von drei Geschwindigkeitsklassen eingeordnet werden, die die Geschwindigkeit des Verbindungsaufbaus beeinflusst:
- class 1 für schnellen Verbindungsaufbau (1-2 Sekunden)
- class 2 für normalen Verbindungsaufbau (kleiner 5 Sekunden)
- class 3 für langsamen Verbindungsaufbau (kleiner 10 Sekunden)

Anhand dieser Informationen kann das Mobilfunknetz nun entsprechend reagieren:
- Wenn bei einem Verbindungsaufbau in einer Funkzelle kein Kanal mehr frei ist, kann ein niedriger priorisierter Anruf beendet werden, um einen Kanal frei zu machen. Hierbei werden die Verbindungen mit der niedrigsten Priorität zuerst beendet. Dies kann auch passieren, wenn eine höher priorisierte Verbindung durch Handover in die Funkzelle übergeben werden soll.
- Abhängig von Einstellungen im Endgerät kann eine entsprechend priorisierte Verbindung automatisch angenommen werden. Falls der Benutzer bereits ein Gespräch führt, und es sich bei der eintreffenden Verbindung um einen Sprachanruf handelt, der höher priorisiert ist, kann der bereits geführte Anruf entweder beendet oder auf Warten gelegt werden.
- Im Interesse eines schnellen Rufaufbaus kann das Netz auf die Benutzerauthentifizierung und die Anwendung von verschlüsselter Übertragung verzichten oder diese erst im späteren Verlauf der Verbindung anwenden.

Diese Vorgehensweisen werden nicht nur für Sprach- und Daten-Direktverbindungen, sondern auch für VBS- und VGCS-Anrufe angewendet.
Die vom Benutzer am Endgerät eingestellten Vorgabewerte für Verbindungspriorität, Geschwindigkeitsklasse und automatische Rufannahme werden bei jedem Verbindungsaufbau vom Endgerät überprüft und in der SIM-Karte gespeichert.